# Акварели
Акварели је насеље у Италији у округу Казерта, региону Кампанија.
Према процени из 2011. у насељу је живело 55 становника. Насеље се налази на надморској висини од 175 м.